# Luther (serial telewizyjny)
Luther – brytyjski serial telewizyjny wyprodukowany i nadawany przez stację BBC One od 4 maja 2010 roku. 

## Opis fabuły
John Luther (Idris Elba), inspektor pracujący w londyńskiej policji, zmaga się z bolesną przeszłością. Próbuje wszelkimi możliwymi sposobami łapać złoczyńców, nierzadko balansując na krawędzi prawa.

## Obsada
- Idris Elba jako inspektor John Luther (Seria 1-nadal)
- Ruth Wilson jako Alice Morgan (Seria 1-nadal)
- Indira Varma jako Zoe Luther
- Warren Brown jako sierżant Justin Ripley (Serie 1-3)
- Steven Mackintosh jako inspektor Ian Reed (Seria 1)
- Saskia Reeves jako nadintendent Rose Teller
- Paul McGann jako Mark North (Seria 1-4)
- Dermot Crowley jako inspektor/nadintendent Martin Schenk (Seria 1-nadal)
- Nikki Amuka-Bird jako sierżant Erin Gray (Seria 2-4)
- Kierston Wareing jako Caroline Jones (Seria 2-4)
- Aimee-Ffion Edwards jako Jenny Jones (Seria 2-4)
- Pam Ferris jako Baba
- Alan Williams jako Frank Hodge
- David Dawson jako Toby Kent
- Michael Smiley jako Benny 'Deadhead' Silver

## Spis odcinków
| Światowa premiera | Polska premiera | N/o | Angielski tytuł |
| ----------------- | --------------- | --- | --------------- |
|                   |                 |     |                 |
| SERIA PIERWSZA    |                 |     |                 |
|                   |                 |     |                 |
| 04.05.2010        | 13.11.2011      | 01  | Episode 1       |
|                   |                 |     |                 |
| 11.05.2010        | 13.11.2011      | 02  | Episode 2       |
|                   |                 |     |                 |
| 18.05.2010        | 20.11.2011      | 03  | Episode 3       |
|                   |                 |     |                 |
| 25.05.2010        | 20.11.2011      | 04  | Episode 4       |
|                   |                 |     |                 |
| 01.06.2010        | 27.11.2011      | 05  | Episode 5       |
|                   |                 |     |                 |
| 08.06.2010        | 27.11.2011      | 06  | Episode 6       |
|                   |                 |     |                 |
| SERIA DRUGA       |                 |     |                 |
|                   |                 |     |                 |
| 14.06.2012        | 19.09.2012      | 07  | Episode 1       |
|                   |                 |     |                 |
| 21.06.2012        | 19.09.2012      | 08  | Episode 2       |
|                   |                 |     |                 |
| 28.06.2012        | 26.09.2012      | 09  | Episode 3       |
|                   |                 |     |                 |
| 05.07.2012        | 26.09.2012      | 10  | Episode 4       |
| SERIA TRZECIA     |                 |     |                 |
|                   |                 |     |                 |
| 02.07.2013        | 15.09.2013      | 11  | Episode 1       |
|                   |                 |     |                 |
| 09.07.2013        | 15.09.2013      | 12  | Episode 2       |
|                   |                 |     |                 |
| 16.07.2013        | 15.09.2013      | 13  | Episode 3       |
|                   |                 |     |                 |
| 23.07.2013        | 15.09.2013      | 14  | Episode 4       |
|                   |                 |     |                 |

## Nagrody i nominacje
Złote Globy 2010
- nominacja: najlepszy aktor w miniserialu lub filmie telewizyjnym − Idris Elba

Złote Globy 2011
- najlepszy aktor w miniserialu lub filmie telewizyjnym − Idris Elba

Satelity 2010
- nominacja: najlepsza aktorka w miniserialu lub filmie telewizyjnym − Ruth Wilson

Satelity 2011
- nominacja: najlepszy aktor w miniserialu lub filmie telewizyjnym − Idris Elba

Emmy 2010
- nominacja: najlepszy aktor w miniserialu lub filmie telewizyjnym − Idris Elba

Emmy 2011
- nominacja: najlepszy aktor w miniserialu lub filmie telewizyjnym − Idris Elba
- nominacja: najlepsza reżyseria miniserialu, filmu telewizyjnego lub dramatycznego programu specjalnego − Sam Miller
- nominacja: najlepszy miniserial lub film telewizyjny
- nominacja: najlepszy scenariusz miniserialu, filmu telewizyjnego lub dramatycznego programu specjalnego − Neil Cross

Critics’ Choice Television 2011
- nominacja: najlepszy miniserial lub film telewizyjny
- nominacja: najlepszy aktor w miniserialu lub filmie telewizyjnym − Idris Elba